# Lisa Lachance
Lisa Lachance est une personnalité politique canadienne. Première députée queer élue en Nouvelle-Écosse, elle représente la circonscription d'Halifax Citadel–Sable Island à l'Assemblée législative de la Nouvelle-Écosse depuis l'élection provinciale du 17 aout 2021.
Le 24 septembre 2021, elle est élue, avec Angela Simmonds, à la vice-présidence de l'Assemblée.

## Biographie
Lisa Lachance est titulaire d'un baccalauréat en développement international et d'une maîtrise en administration publique, dans les deux cas de l'Université Dalhousie. Elle est bilingue anglais et français.
Avant de devenir députée, elle est directrice exécutive du réseau Les enfants et les jeunes dans des contextes difficiles. Elle est la fondatrice et la présidente du cabinet-conseil Wisdom2Action.